# 判書
判書（：／）是高麗和朝鮮王朝的官職。
高麗的判書始於忠烈王時期，當時官制改制，尚書省下六部改為四司，合吏部、禮部為典理司，兵部改為軍圖司，戶部改為版圖司，刑部改為典法司，廢除工部，各司長官為判書。
朝鮮王朝恢復六部制度，但改稱六曹，各曹長官為判書。